# Marjan Ridder
Marjan Ridder (nacida como Marjan Luesken, Haarlem, 3 de mayo de 1953) es una deportista neerlandesa que compitió en bádminton, en las modalidades de dobles y dobles mixto.
Ganó una medalla de plata en el Campeonato Mundial de Bádminton de 1977 y cuatro medallas de bronce en el Campeonato Europeo de Bádminton entre los años 1974 y 1978.

## Palmarés internacional
| Campeonato Mundial | Campeonato Mundial    | Campeonato Mundial | Campeonato Mundial |
| Año                | Lugar                 | Medalla            | Prueba             |
| ------------------ | --------------------- | ------------------ | ------------------ |
| 1977               | Malmö (Suecia)        | Medalla de plata   | Dobles             |
| Campeonato Europeo |                       |                    |                    |
| Año                | Lugar                 | Medalla            | Prueba             |
| 1974               | Viena (Austria)       | Medalla de bronce  | Dobles             |
| 1976               | Dublín (Irlanda)      | Medalla de bronce  | Dobles mixto       |
| 1978               | Preston (Reino Unido) | Medalla de bronce  | Dobles             |
| 1978               | Preston (Reino Unido) | Medalla de bronce  | Dobles mixto       |